# ユリア・クロチュキナ
ユリア・クロチュキナ（Julia Alexandrovna Kourotchkina, 露: Юлия Александровна Курочкина、1974年8月10日 - ）は、ミス・ワールド1992で優勝したことで知られるソ連・ロシアのモデル。

## 経歴
1974年8月10日、印刷会社勤務の父と毛皮関連業者勤務の母のもと、旧ソビエトロシア・ソビエト連邦社会主義共和国モスクワ州シェルビンカに生まれる 。
14歳のとき趣味としてモデル活動を始める。当時、ソ連ではモデルという職業は確立していなかったが、服飾の新製品の発表会はデパートなどで定期的に行われていた。彼女は毛皮製品またはアクセサリーを紹介するためのモデルとしてステージに立った。
Nikolay KostinとMarina Kruglovaによって1992年に設立されたMiss Russiaは、財政的事情により1992年の国内大会は開催されなかった。国内ディレクターは毛皮製品のショーで彼女に白羽の矢を立てた。国内大会を省略して彼女をミス・ワールドに派遣することにした。いくつかの交渉の後、彼女は同意し、参加準備を始めた。当時はロシア国内のサポート体制が不十分で、衣装とアクセサリーを自前で用意する必要があった。非常な困難を伴ったが、なんとか適切な水着を見つけることができた。ドレスは友達に借りた。靴は中国市場で選んだ。
1992年12月12日、南アフリカ共和国サンシティで開催されたミス・ワールド1992で優勝。ミスとしての任期の間、契約に従って各国への旅行や社交的行事に参加。その後はモデル業から退く。
ミスとしての任期が終わるとビジネスマンのイゴール・ミキタソフと本格的に交際開始。イゴールは彼女のためにサンシティに旅行代理店を開設、彼女はそこの取締役に就任。1995年、イゴールと別れるとシェルビンカに戻る。1990年代後半、結婚。娘を儲ける。2018年現在、シェルビンカの旅行代理店取締役。